# Franciszek Karczewski
Franciszek Karczewski (ur. 23 lutego 2006 w Poznaniu) – polski żużlowiec.
W 2020 r. zwyciężył w Indywidualnym Pucharze Polski 250 cm³ w miniżużlu. W 2021 r. zdobył w barwach Włókniarza Częstochowa srebrny medal młodzieżowych mistrzostw Polski par klubowych. W lipcu 2022 r. zdobył w Rydze (wspólnie z Oskarem Paluchem i Wiktorem Przyjemskim) złoty medal mistrzostw Europy par juniorów. Został zwycięzcą Turnieju o Brązowy Kask w 2025 roku.
W sezonie 2022 reprezentant klubu Cellfast Wilki Krosno w rozgrywkach I ligi żużlowej. W sezonie 2024 będzie reprezentować klub Polonia Bydgoszcz.